# Mathias Gokalp
Mathias Gokalp (né en 1973) est un réalisateur et scénariste français.

## Biographie
Fils de l'anthropologue d'origine turque Altan Gökalp , Mathias Gokalp suit à Paris des études de lettres modernes et se forme à la réalisation à l'INSAS en Belgique. Sa grand-mère qui était exploitante de salles de cinéma dans le Quartier latin à Paris,  il y tourne ses premiers essais en Super 8.
Après avoir réalisé plusieurs documentaires et courts métrages et obtenu un prix pour Le Droit Chemin en 2004, il tourne son premier long métrage Rien de personnel avec Jean-Pierre Darroussin et Denis Podalydès qui est présenté à la Semaine de la critique au festival de Cannes 2009.
Il enseigne à l'INSAS.

## Filmographie

### Réalisateur

#### Courts métrages
- 1991 : Chromatiques (également monteur)
- 1993 : L'Or des blés
- 2002 : Mi-temps
- 2003 : Le Tarif de Dieu
- 2004 : Le Droit Chemin
- 2010 : Je suis japonais
- 2016 : Victor ou la piété
- 2024 : Merci pour le souvenir

#### Longs métrages
- 2009 : Rien de personnel
- 2023 : L'Établi

#### Télévision
- 2020 : Amour fou (mini-série Arte créée par Ingrid Desjours) - 3 épisodes

### Scénariste
- 1991 : Chromatiques (court métrage) de lui-même
- 1994 : 3000 Scénarios contre un virus, segment La Sirène de Philippe Lioret
- 2002 : Mi-temps (court métrage) de lui-même
- 2004 : Le Droit Chemin (court métrage) de lui-même
- 2009 : Rien de personnel de lui-même
- 2010 : Je suis japonais (court métrage documentaire) de lui-même
- 2016 : Victor ou la piété (court métrage) de lui-même
- 2020 : Amour fou (mini-série Arte créée par Ingrid Desjours) - 3 épisodes
- 2023 : L'Établi de lui-même

### Acteur
- 2013 : La Fille du 14 juillet d'Antonin Peretjatko

### Directeur de la photographie
- 1991 : Chromatiques (court métrage) de lui-même

## Distinctions

### Récompenses
- Prix SACD 2004 : prix du court métrage pour Le Droit Chemin[3]
- Lutins du court-métrage 2005 : meilleur scénario pour Le Droit Chemin[4]
- Festival Silhouette 2005 : Prix de la compétition française pour Le Droit Chemin
- Prix Louis-Delluc 2009 : meilleur premier film pour Rien de personnel
- Festival des créations télévisuelles de Luchon 2020 : meilleure série et meilleur scénario pour Amour fou[5]

### Nominations et sélections
- Prix du cinéma européen 2002 : nommé pour le prix du meilleur court métrage pour Mi-temps
- Festival de Cannes 2009 : en compétition pour la Caméra d'or au  pour Rien de personnel